# Zhang Xin
Zhang Xin (Anshan, 4 augustus 1985) is een Chinese freestyleskiester. Ze vertegenwoordigde haar vaderland op de Olympische Winterspelen 2014 in Sotsji en op de Olympische Winterspelen 2018 in Pyeongchang.

## Carrière
Bij haar wereldbekerdebuut, in februari 2004 in Harbin, scoorde Zhang direct haar eerste wereldbekerpunten. Een dag later, in haar tweede wereldbekerwedstrijd, behaalde ze haar eerste toptienklassering. In december 2005 stond de Chinese in Changchun voor de eerste keer in haar carrière op het podium van een wereldbekerwedstrijd. Op 17 december 2010 boekte Zhang in Beida Lake haar eerste wereldbekerzege.
Zhang won op de Aziatische Winterspelen 2011 in Almaty goud op het onderdeel aerials, vier jaar eerder was ze in Changchun winnares van het brons. Op de wereldkampioenschappen freestyleskiën 2013 in Voss eindigde de Chinese als twaalfde op het onderdeel aerials. Tijdens Olympische Winterspelen van 2014 in Sotsji eindigde Zhang als dertiende op het onderdeel aerials.
In de Spaanse Sierra Nevada nam ze deel aan de wereldkampioenschappen freestyleskiën 2017. Op dit toernooi eindigde ze als zesde op het onderdeel aerials. Tijdens de Olympische Winterspelen van 2018 in Pyeongchang veroverde de Chinese de zilveren medaille op het onderdeel aerials.

## Resultaten

### Olympische Winterspelen
| Jaar | Plaats      | Resultaten  |
| ---- | ----------- | ----------- |
| 2014 | Sotsji      | 13e Aerials |
| 2018 | Pyeongchang | Aerials     |

### Wereldkampioenschappen
| Jaar | Plaats        | Resultaten  |
| ---- | ------------- | ----------- |
| 2013 | Voss          | 12e Aerials |
| 2017 | Sierra Nevada | 6e Aerials  |

### Wereldbeker
Eindklasseringen
| Seizoen   | Algm | AE     |
| --------- | ---- | ------ |
| 2003/2004 | 89e  | 27e    |
| 2004/2005 | 87e  | 29e    |
| 2005/2006 | 68e  | 25e    |
| 2006/2007 | 17e  | 7e     |
| 2007/2008 | 36e  | 11e    |
| 2008/2009 | 35e  | 12e    |
| 2009/2010 | 13e  | 5e     |
| 2010/2011 | 16e  | 4e     |
| 2011/2012 | 25e  | 7e     |
| 2012/2013 | 21e  | 5e     |
| 2013/2014 | 6e   | Zilver |
| 2015/2016 | 24e  | 5e     |
| 2016/2017 | 81e  | 17e    |
| 2017/2018 | 144e | 31e    |

Wereldbekerzeges
| Datum            | Plaats      | Onderdeel |
| ---------------- | ----------- | --------- |
| 17 december 2010 | Beida Lake  | Aerials   |
| 11 februari 2012 | Beida Lake  | Aerials   |
| 21 december 2013 | Peking      | Aerials   |
| 5 februari 2017  | Deer Valley | Aerials   |